# 16. Międzynarodowy Festiwal Filmowy w Berlinie
16. Międzynarodowy Festiwal Filmowy w Berlinie odbył się w dniach 24 czerwca – 5 lipca 1966 roku. Imprezę otworzył pokaz francuskiego filmu Człowiek jest grzeszny (1934) w reżyserii Fritza Langa, ku czci niedawno zmarłego niemieckiego producenta Ericha Pommera. W konkursie głównym zaprezentowano 15 filmów pochodzących z 11 różnych krajów.
Jury pod przewodnictwem francuskiego producenta filmowego Pierre'a Braunbergera przyznało nagrodę główną festiwalu, Złotego Niedźwiedzia, brytyjskiemu filmowi Matnia w reżyserii Romana Polańskiego. Na festiwalu zaprezentowano retrospektywy twórczości niemieckiego reżysera Maxa Ophülsa i amerykańskiego reżysera okresu kina niemego Macka Sennetta oraz twórców brazylijskiej nowej fali "Cinema Novo".

## Członkowie jury

### Konkurs główny
- Pierre Braunberger, francuski producent filmowy − przewodniczący jury[3]
- Khwaja Ahmad Abbas, indyjski reżyser
- Hollis Alpert, amerykański krytyk filmowy
- Lars Forssell, szwedzki pisarz i dziennikarz
- Helmuth de Haas, niemiecki dziennikarz
- Kurt Heinz, niemiecki kierownik produkcji
- Pier Paolo Pasolini, włoski reżyser
- Franz Seitz Jr., niemiecki producent filmowy
- Emilio Villalba Welsh, argentyński scenarzysta

## Selekcja oficjalna

### Konkurs główny
Następujące filmy zostały wyselekcjonowane do udziału w konkursie głównym o Złotego Niedźwiedzia i Srebrne Niedźwiedzie:
| Tytuł polski          | Tytuł oryginalny                   | Reżyseria                | Kraj produkcji    |
| --------------------- | ---------------------------------- | ------------------------ | ----------------- |
| Polowanie             | La caza                            | Carlos Saura             | Hiszpania         |
| Nagie serca           | Les coeurs verts                   | Édouard Luntz            | Francja           |
| Matnia                | Cul-de-sac                         | Roman Polański           | Wielka Brytania   |
| Strach                | Ο φόβος O fowos                    | Kostas Manoussakis       | Grecja            |
| Georgy Girl           | Georgy Girl                        | Silvio Narizzano         | Wielka Brytania   |
| Przyjaciółki          | The Group                          | Sidney Lumet             | Stany Zjednoczone |
| Obława                | Jakten                             | Yngve Gamlin             | Szwecja           |
| Lord Love a Duck      | Lord Love a Duck                   | George Axelrod           | Stany Zjednoczone |
| Męski, żeński         | Masculin, féminin: 15 faits précis | Jean-Luc Godard          | Francja           |
| Idol                  | নায়ক Nayak                          | Satyajit Ray             | Indie             |
| Ksiądz i dziewczyna   | O Padre e a Moça                   | Joaquim Pedro de Andrade | Brazylia          |
| Sprawa honorowa       | Una questione d'onore              | Luigi Zampa              | Włochy            |
| Czas ochronny na lisy | Schonzeit für Füchse               | Peter Schamoni           | RFN               |
| Czas naszej miłości   | Le stagioni del nostro amore       | Florestano Vancini       | Włochy            |
| Kobieta-diabeł        | Der Weibsteufel                    | Georg Tressler           | Austria           |

## Laureaci nagród

### Konkurs główny
Złoty Niedźwiedź
- Matnia, reż. Roman Polański

Srebrny Niedźwiedź – Nagroda Specjalna Jury
- Czas ochronny na lisy, reż. Peter Schamoni
- Obława, reż. Yngve Gamlin za rolę Larsa Passgårda

Srebrny Niedźwiedź dla najlepszego reżysera
- Carlos Saura – Polowanie

Srebrny Niedźwiedź dla najlepszej aktorki
- Lola Albright – Lord Love a Duck

Srebrny Niedźwiedź dla najlepszego aktora
- Jean-Pierre Léaud – Męski, żeński

Wyróżnienie Specjalne
- Idol, reż. Satyajit Ray

### Konkurs filmów krótkometrażowych
Złoty Niedźwiedź dla najlepszego filmu krótkometrażowego
- Knud, reż. Jørgen Roos

Srebrny Niedźwiedź − Nagroda Jury dla filmu krótkometrażowego
- Rozalia, reż. Walerian Borowczyk

### Pozostałe nagrody
Nagroda FIPRESCI
- Czas naszej miłości, reż. Florestano Vancini
  - Wyróżnienie Specjalne:  Max Ophüls za całokształt twórczości

Nagroda UNICRIT (Międzynarodowej Unii Krytyki Filmowej)
- Idol, reż. Satyajit Ray

Nagroda OCIC (Międzynarodowego Katolickiego Biura Filmowego)
- Georgy Girl, reż. Silvio Narizzano

Nagroda Interfilm (Międzynarodowego Jury Ewangelickiego)
- Nagie serca, reż. Édouard Luntz
  - Wyróżnienie:  Męski, żeński, reż. Jean-Luc Godard

Nagroda Młodych
- Film fabularny:  Męski, żeński, reż. Jean-Luc Godard
  - Wyróżnienie:  Nagie serca, reż. Édouard Luntz
- Film krótkometrażowy:  High Steel, reż. Don Owen